# Бабат (певица)
Бабат — древнеегипетская певица и музыкантша храма Амона-Ра, жившая ок. 620—580 до н. э. при XXVI династии фараонов. Её саркофаг и, возможно, мумия были найдены в Фиванском некрополе. В XIX веке саркофаг находился в собрании Египетского Музеума в Кунсткамере Санкт-Петербурга. В 1881 году он был передан в Эрмитаж (мумия находилась отдельно от саркофага в Академии наук, после Революции также была передана в Эрмитаж). В 2017 году в ходе проведения компьютерной томографии выяснилось, что мумия принадлежит не женщине, а мужчине. Вероятнее всего, произошла путаница из-за раздельного хранения мумий и саркофагов. В 2021 году в Государственном Эрмитаже была организована выставка «Мумия меняет имя», посвящённая результатам томографического исследования.

## Родословная
Бабат относилась к состоятельной части общества Древнего Египта, о чём свидетельствует качество оформления её внешнего и внутреннего саркофагов. В надписях на них упоминается два её титула — «госпожа дома» и «благородная музыкантша Амона-Ра третьей череды». Первый титул означает, что женщина была замужем, второй является общим и распространённым для женщин из состоятельных семей. Историк А. Н. Николаев отмечает, что нельзя точно утверждать, является ли этот титул номинальным или же его обладательницы действительно играли на музыкальных инструментах.
О супруге и детях Бабат на саркофаге не упоминается, что характерно для египетской традиции. Считается, что у неё была дочь по имени Уджа-рэн-эс. Её саркофаг, содержащий имя матери ныне хранится в Национальном художественном музее в Каунасе (инв. № Tt-2796). На нём также указано имя отца Уджа-рэн-эс, соответственно, мужа Бабат — Ди-су-монт. Также имя Бабат упоминается на деревянной стеле в Национальном музее Копенгагена (инв. № 3544), датируемой 650—540 годами до н.э.
Родственники Бабат принадлежали к семье фиванского жречества, служившего древнеегипетскому богу войны Монту. В надписях на саркофагах упоминаются их имена и титулы. Так отца звали Бэс-эн-мут; титул — жрец-сема Фив или «столист» (то есть «одевающий бога»); полная должность — «жрец Монту, владыки Фив, помесячный жрец храма Амона второй череды». Мать звали Та-ба-чат, она была «госпожой дома». Дед по мужской линии — Анх-эф-эн-хонсу (титул и должности не известны из-за лакун). Дед по женской линии — Па-ди-имен, его должность — «жрец Монту, владыки Фив».
Исследователи отмечают, что генеалогия Бабат «с большой степенью достоверности» реконструируется на протяжении до семи поколений. Из этой реконструкции вытекает, что Бабат была названа в честь своей бабки по материнской линии Бабиу. Прадеда по мужской линии звали как и отца — Бэс-эн-мут. Все мужские предки были жрецами Монту, а прадеды были ещё по совместительству чати (визирями). Некоторые саркофаги ближайших родственников Бабат ныне находятся в Каирском музее.

## Погребальный комплекс
Погребальный комплекс Бабат, найденный в Фиванском некрополе, состоит из двух саркофагов: внешнего, прямоугольной формы и внутреннего, антропоморфной формы. Не сохранилось данных о том, как он попал в Россию. Вероятнее всего его нашли в середине XIX века в Дейр-эль-Бахри, на территории погребального храма царицы Хатшепсут. Археологи тогда обнаружили большое количество саркофагов членов жреческих семей, живших в VIII—VI веках до н. э. В Эрмитаж погребальный комплекс Бабат передали в 1881 году из закрытого Египетского музеума в Кунсткамере, где он находился неопределённое время. Мумия долгое время хранилась отдельно от саркофага в Академии наук, так как по существовавшим тогда правилам, человеческие останки не могли находиться во дворцовом комплексе, и была передана Эрмитажу только после революции. В каталог её занесли под женским именем Бабат и инвентарным номером ДВ 8717. На сегодняшний день именно эта эрмитажная мумия находится в максимальной сохранности (остальные или распелёнаты, или имеют разные степени повреждений).

### Внешний саркофаг

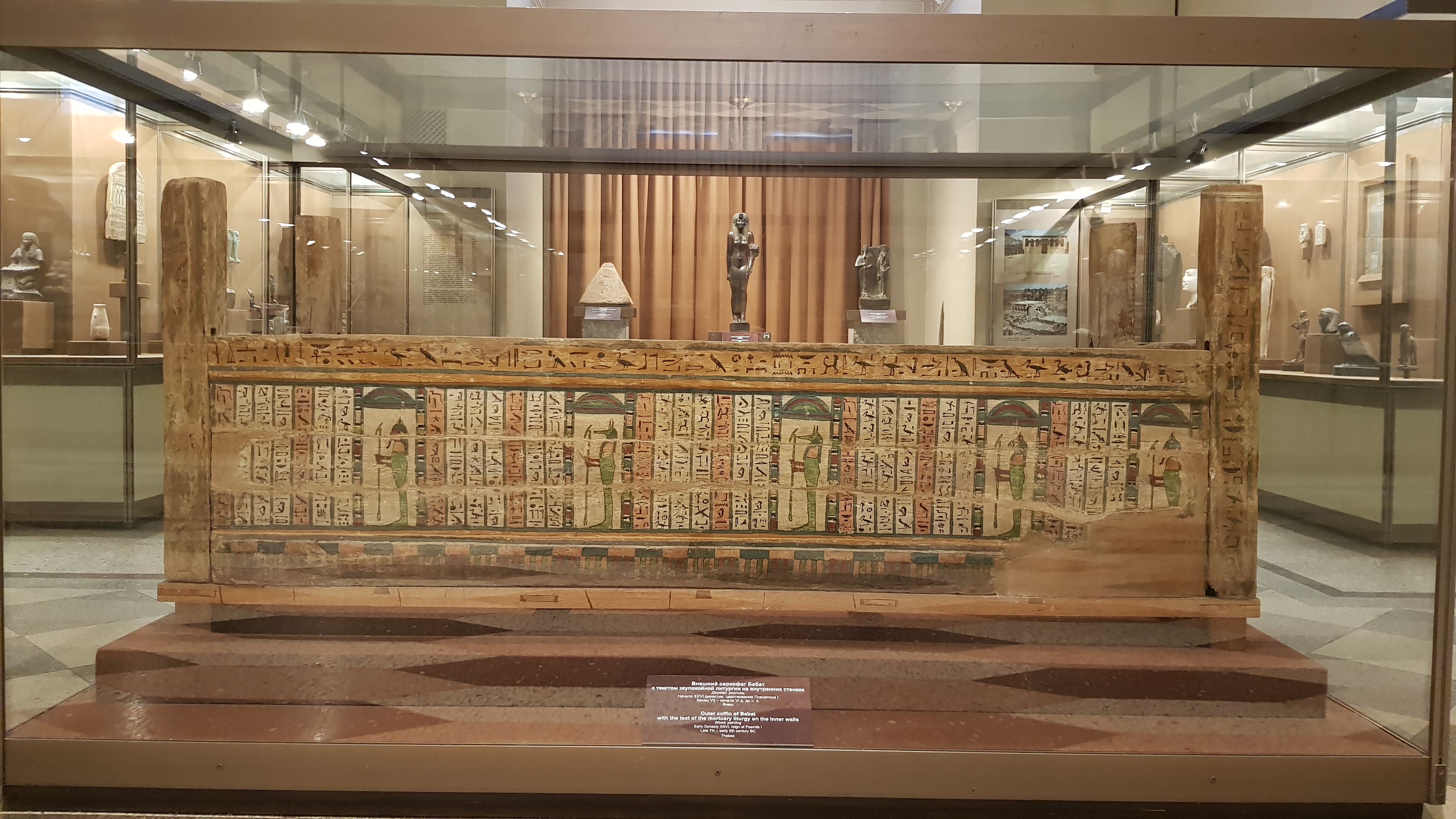
Внешний саркофаг Бабат (инв. № ДВ 777 b)

Внешний саркофаг (инв. № ДВ 777 b) представляет собой прямоугольный ящик длиной 229 см, шириной 78 см и высотой 80 см с четырьмя столбиками по углам и выпуклой крышкой. Он выполнен из дерева, покрыт грунтовкой (левкас) и расписан красками. Отсутствует днище, а от крышки сохранилась только одна длинная доска с изображением богини Нут.

### Внутренний саркофаг
Внутренний саркофаг (инв. № ДВ 777 a) антропоморфной формы состоит из нижней части и крышки, соединяемых шипами. Имеет размеры 180 х 45 х 22,5 см. Также выполнен из дерева, покрыт грунтовкой и расписан красками. Верхняя часть оформлена в виде человеческого лица с ниспадающими прядями чёрных волос и золотистой накладкой сверху. Верхняя часть груди покрыта рисунком, имитирующим ожерелье в виде богини Нут с распростёртыми крыльями. Под ожерельем располагаются столбцы с надписями. Надписи также присутствуют на обороте и внутри крышек саркофага (на стопах утрачены).

Среди надписей приведены отрывки из Книги мёртвых (из 1-й, 26-й, 89-й, 101-й, 151-й, 166-й и 169-й глав) и фрагменты литургических заупокойных текстов. Исследователи отмечают почти полное совпадение надписей на саркофаге Бабат с тремя саркофагами ныне хранящихся в Каирском египетском музее: саркофагами женщин Та-ба-чат II (инв. № CG 41958) и Та-шерит-нэт-а-сет (инв. № CG 41065), а также мужчины Ун-нефера V (инв. №CG 41056). Три каирских саркофага также датируются XXVI династией и принадлежали членам семей фиванского жречества. Историки полагают, что все четыре предмета могли быть изготовлены или в одной мастерской или в мастерских одной школы.

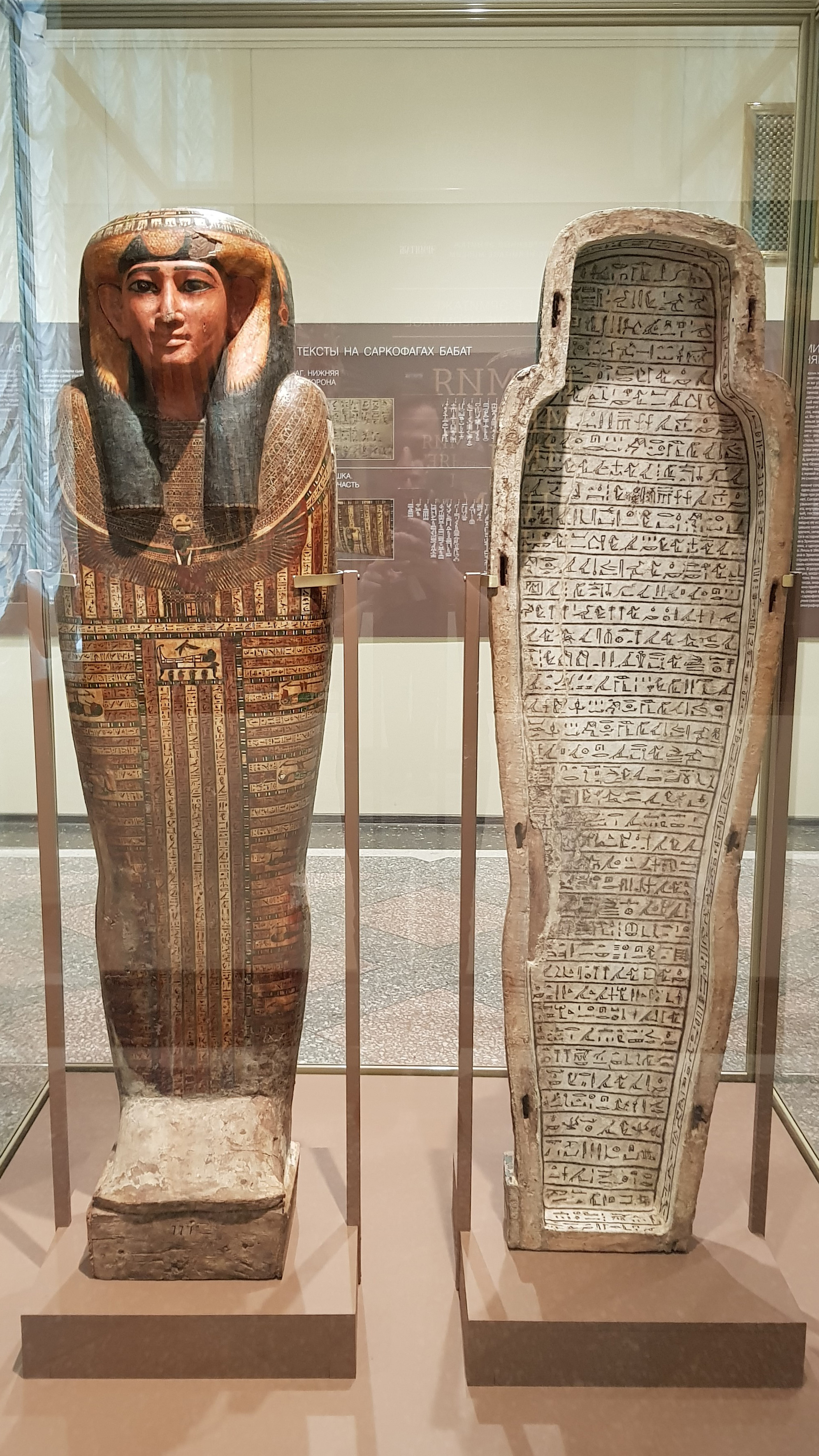
Внутренний саркофаг Бабат (инв. № ДВ 777 a): слева — лицевая сторона внешней части, справа — внутренняя часть задней части
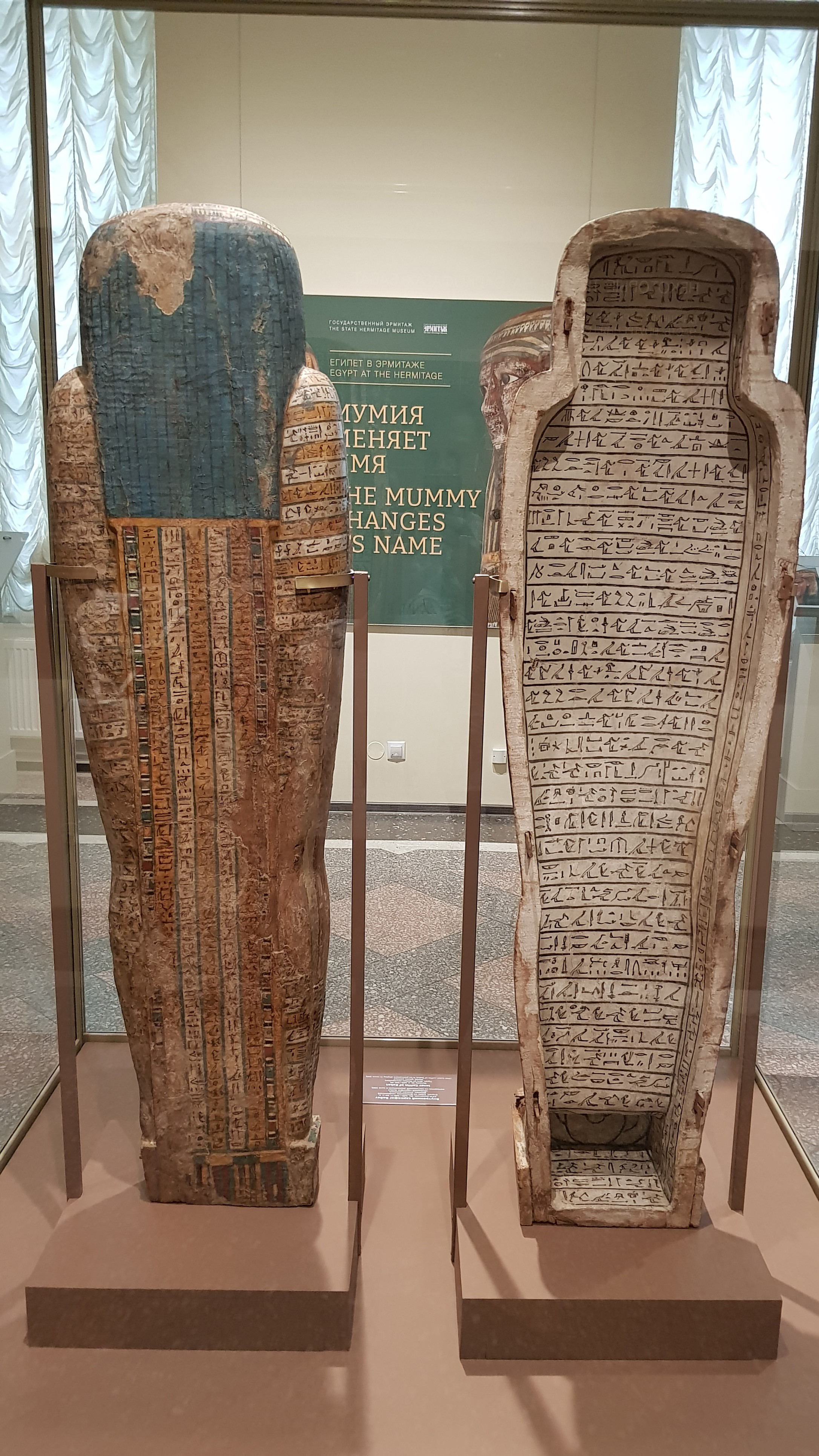
Внутренний саркофаг Бабат (инв. № ДВ 777 a): слева — оборотная сторона задней части, справа — внутренняя часть передней части

### Томографическое исследование мумии ДВ 8717

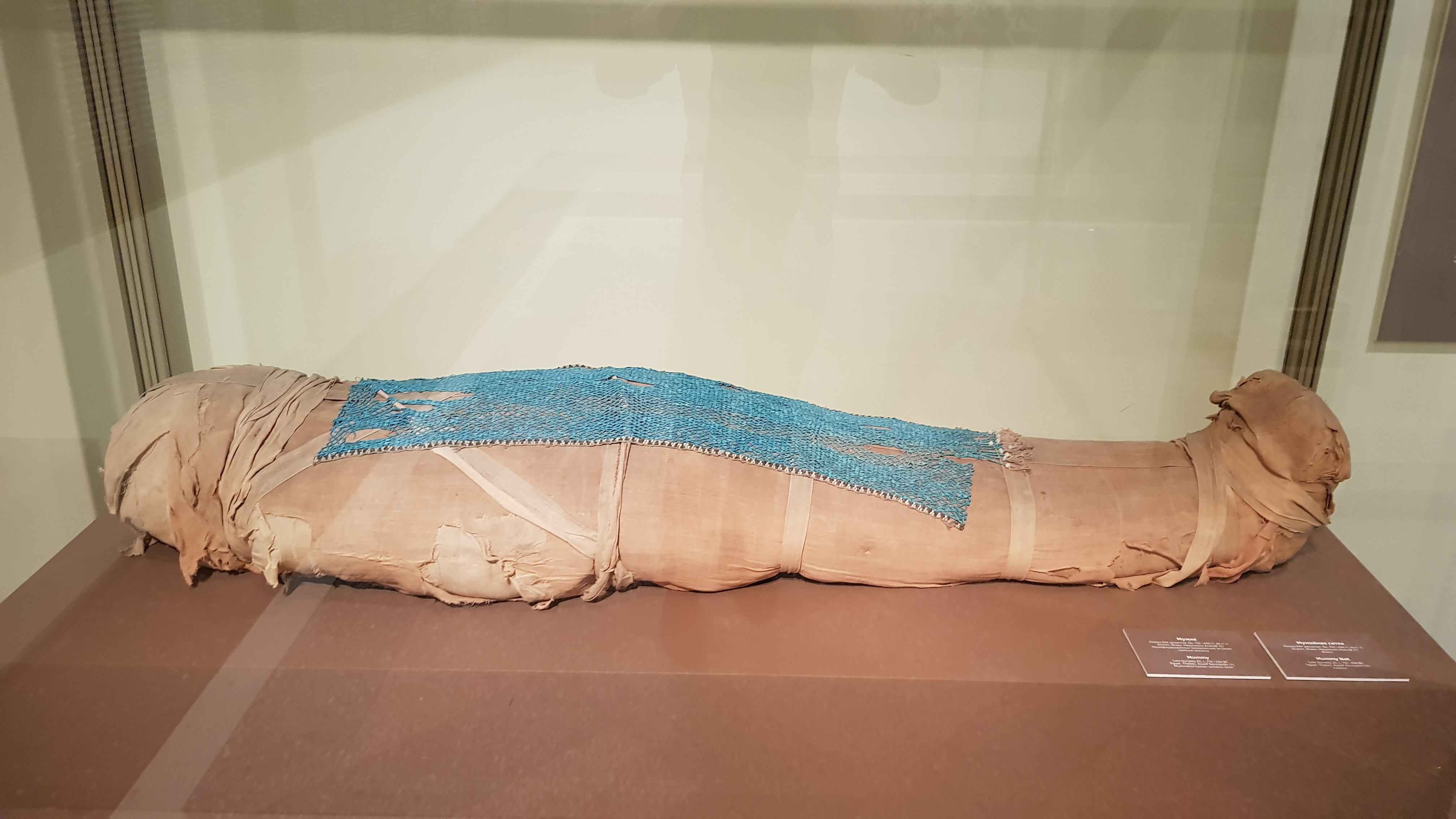
Объект ДВ 8717, считавшийся мумией Бабат, ныне атрибутированный как мумия Па-Кеша

Считалось, что в саркофагах Бабат захоронили мумию с инвентарным номером ДВ 8717. С 21 августа по 5 сентября 2017 года в Клинической больнице № 122 им. Л. Г. Соколова Санкт-Петербурга провели её томографическое исследование, в результате которого установили, что мумия принадлежит мужчине астенического телосложения, ростом при жизни 165—170 см и возрастом 35-40 лет. Этническую принадлежность установить не удалось. Причину смерти также установить не удалось, хотя исследование выявило несколько патологий (остеохондроз позвоночника, деформирующий артроз коленных и тазобедренных суставов) и генетическое заболевание — синдром Марфана. У людей с этим заболеванием продолжительность жизни составляет не более 40 лет, а смерть наступает, как правило, от расслаивающей аневризмы аорты или сердечно-сосудистой недостаточности. Также исследование показало хорошее состояние зубов покойного. При подготовке к бальзамированию из тела удалили все органы грудной и брюшной полости и малого таза за исключением трахеи и части пищевода. При исследовании не удалось визуализировать яички, возможно, мужчина был кастрирован. На сайте Государственного Эрмитажа отмечается, что кастрация «в Древнем Египте практически неизвестна». Заведующий отделом Древнего Востока музея Андрей Большаков назвал этот случай кастрации уникальным: «Он мог быть кастрирован прижизненно с целью сделать его евнухом, но это совсем не египетская практика: нам известен только один случай кастрации в молодом возрасте. Теоретически, возможно удаление тестикул в процессе мумификации, но это также нехарактерно для Древнего Египта. Это даже не редкость, а, скорее, уникальность», — считает историк.

### Мумия Па-Кеша

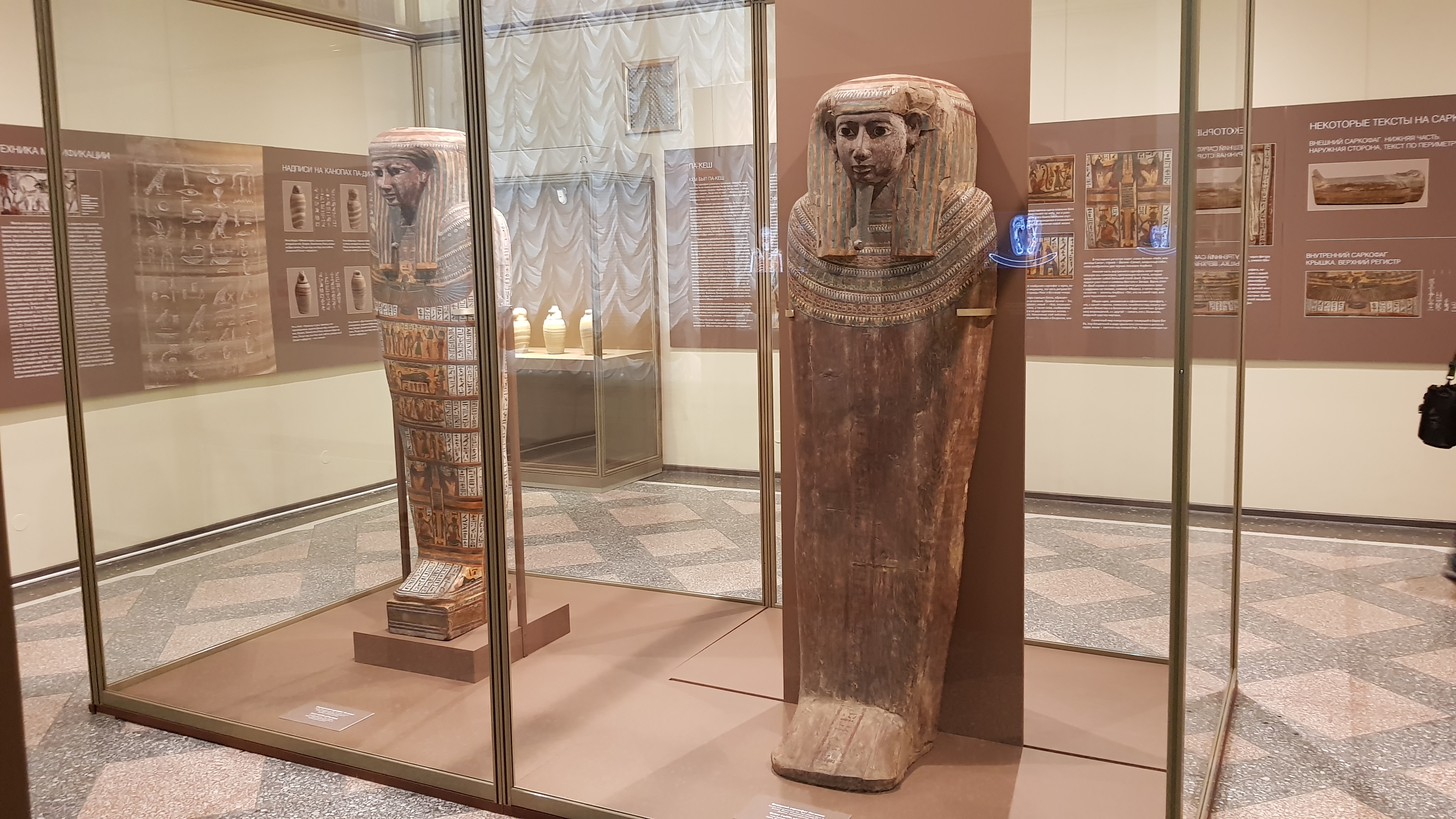
Слева — внутренний (инв. № ДВ 771), справа — наружный (инв. № ДВ 770) саркофаги Па-Кеша

После результатов томографического исследования объекта ДВ 8717 сотрудники Эрмитажа, взяв в качестве рабочей гипотезу, что в результате раздельного хранения мумий и саркофагов произошла путаница, предприняли попытку найти настоящую мумию Бабат. Результаты их изысканий были опубликованы в книге «Мумия меняет имя». В частности, они изучили историю всех мумий, находящихся в XIX веке в собрании Кунсткамеры. Было доказано, что путаница действительно имела место. Так, согласно найденным описаниям В. С. Голенищева, мумия Бабат в Кунцкамере была частично распелёната и имела плохую сохранность (что не соотносится с ДВ 8717). Кроме того, были найдены описания рентгенографического исследования нескольких мумий, проведённого в 1929 году. Согласно им, «вынутая из саркофага, хранящегося в Эрмитаже с именем Баба́» имела «сложенные на груди руки» (у объекта ДВ 8717 руки вытянуты вдоль тела). В результате исследований историки «с высокой степенью вероятности» отождествили объект ДВ 8717 с человеком по имени Па-кеш, внутренний (инв. № ДВ 770) и наружный (инв. № ДВ 771) саркофаги которого выставлены на постоянной экспозиции Эрмитажа.
Согласно надписям на саркофагах Па-кеша (его имя означает «Кушит», то есть обитатель страны Куш), он был жрецом Амона и начальником привратников фараона. Считается, что он следил за порядком в царском дворце или других царских помещениях. А. Н. Николаев полагает, что он мог быть даже приближённым к кушитскому царю: «возможно, Па-кеш входил в число тех немногих южан, которые были своими для царя по праву крови и происхождения, которые окружали его и были его опорой».

### Мумия Бабат
Ниже представлен список и инвентарные номера мумий, переданных в Эрмитаж из Академии Наук:
- ДВ 8715 — мумия неизвестного мужчины;
- ДВ 8716 — мумия Па-ди-исета (распелёнатая на публике в 1929 году в Эрмитажном театре; ныне представлена в постоянной экспозиции музея)[16];
- ДВ 8717 — нераспелёнатая мумия, занесённая в инвентарь под женским именем Бабат, ныне атрибутируется, как мумия мужчины по имени Па-кеш;
- ДВ 8718 — распелёнатая мумия Наирис (её пелены заинвентаризованы под инв. № ДВ 8500, 8516, 8523-8547, картонаж с именем под инв. № ДВ 8861);
- ДВ 8719 — мумия неизвестного мужчины (передана в 1939 году в Музей истории религии и атеизма);
- ДВ 8720 — мумия неизвестной женщины;
- ДВ 18421 — сильно повреждённая нераспелёнатая мумия, ранее хранившаяся в Военно-медицинской академии[4].

Если теория «путаницы из-за раздельного хранения» верна, то на настоящую мумию Бабат теоретически могут претендовать две распелёнатые женские мумии: ДВ 8718 или ДВ 8720. Первая, возможно, была распелёната в самом Эрмитаже. Сведений об этом не сохранилось, но все пелены были заинвентаризованы по отдельности (инв. № ДВ 8500, 8516, 8523-8547), а картонаж — с именем Наирис, в котором она хранилась под инв. № ДВ 8861. Исследователи указывают, что если она действительно была распелёната в Эрмитаже, то маловероятно, что она находилась не «в своём» именном картонаже. В этом случае имя этой женщины Наирис, а оставшаяся безымянная ныне мумия ДВ 8720 — Бабат. Однако точно установить её мумию всё-таки невозможно.
Нельзя исключать и того, что положить мумию в чужой саркофаг могли ещё в Египте. В случае последующей продажи «полный комплект» (мумия с саркофагами) стоил бы дороже.
В 2021 году в Государственном Эрмитаже проходила выставка «Мумия меняет имя», посвящённая результатам томографического исследования, на которой, помимо мумии ДВ 8717 были представлены внутренний саркофаг Бабат, два саркофага Па-кеша и другие предметы.